# Howard Shore
Howard Shore (Toronto, 18 d'octubre de 1946) és un reconegut compositor de cinema canadenc, guanyador de tres Oscars per la trilogia de El Senyor dels Anells.
Començà la seva carrera musical com a membre de la secció de vent de la popular banda Lighthouse. Els seus primers treballs per la música d'entreteniment foren escrivint música per a teatre al Canadà (incloent-hi obres pel seu amic d'infantesa, David Cronenberg), abans que se'l contractés per ser el director musical de la comèdia americana reeixida Saturday Night Live el 1975. Shore també ha compost algunes obres de concert, entre les quals hi ha una òpera, The Fly, basada en la trama de la pel·lícula de Cronenberg The Fly que es va estrenar al Théâtre du Châtelet de París el 2 de juliol del 2008.

## Biografia
Howard Shore va néixer a Toronto, Canadà; els seus pares són Bernice Ash i Mac Shore. Va començar a estudiar música als 8 o 9 anys; va aprendre multitud d'instruments i va començar a tocar en bandes als 13 i 14 anys. Quan Shore tenia 13 anys, va conèixer i es va fer bona amiga de Lorne Michaels al campament d'estiu, i aquesta amistat seria després influent en la seva carrera. Amb 17 anys, va decidir que volia dedicar-se a la música.
Va estudiar música al Berklee College of Music a Boston i després es va graduar al Forest Hill Collegiate Institute. Del 1969 al 1972, Shore va ser membre de la banda de la jazz fusió Lighthouse.
El seu primer treball al cinema també va venir com a resultat directe de la seva relació amb Cronenberg amb la pel·lícula de culte del 1978 Rabid. Fins fa poc, Shore era considerat un compositor que sovint adoptava estils difícils que desafiaven la percepció clàssica de música de cinema. Encara que expert en una gran varietat de gèneres, ha guanyat la majoria d'elogis per als seus treballs en mons incerts de thrillers i de por.
Títols com Scanners (1981), Videodrome (1983), The Fly (1986), Dead Ringers (1988), Naked Lunch (1990), El silenci dels anyells (1991), Filadèlfia (1993), Seven (1995) and The Cell (2000) han dominat i donat prestigi a la seva filmografia, junt amb d'altres més lleugers i ocasionals com Big (1988), Mrs. Doubtfire (1993), Ed Wood (1994) i Dogma (1999).

## El senyor dels anells
Fins que va contactar amb ell el director de Nova Zelanda Peter Jackson sobre el seu projecte de la trilogia de El senyor dels anells, amb El senyor dels anells: La germandat de l'anell (The Lord of the Rings: The Fellowship of the Ring) (2001), El senyor dels anells: Les dues torres (The Lord of the Rings: The Two Towers) (2002), i El senyor dels anells: El retorn del rei (The Lord of the Rings: The Return of the King) (2003), que llançava la carrera de Shore a l'estratosfera, guanyant tres Oscars, dos Globus d'or, i sobretot li donava un gran reconeixement públic.
Ha continuat component per a una pel·lícula cada any: L'aviador (2004) de Martin Scorsese; A History of Violence, una altra vegada amb el seu amic David Cronenberg (2005); Infiltrats (2006), el darrer gran èxit i també de Martin Scorsese.

## Filmografia
- Videodrome (1983)
- After Hours (1985)
- The Fly (1986)
- El silenci dels anyells (1991)
- Naked Lunch (1991)
- Filadèlfia (1993)
- Mrs. Doubtfire (1993)
- Ed Wood (1994)
- The Client (1994)
- Se7en (1995)
- That Thing You Do! (1996)
- Crash (1996)
- The Game (1997)
- Una teràpia perillosa (Analyze This) (1999)
- Dogma (1999)
- The Cell (2000)
- High Fidelity (2000)
- El senyor dels anells: La germandat de l'anell (2001)
- The Score (2001)
- El senyor dels anells: Les dues torres (2002)
- Spider (2002)
- Gangs of New York (2002)
- L'habitació del pànic (2002)
- El senyor dels anells: El retorn del rei (2003)
- A History of Violence (2005)
- L'aviador (2004)
- Infiltrats (2006)
- Eastern Promises (2007)
- Soul of the Ultimate Nation (2007)
- Hugo (2011)
- A Dangerous Method (2011)
- Spotlight (2015)[11]
- El hòbbit amb Peter Jackson

## Premis i nominacions

### Premis Oscar
| Any  | Categoria             | Pel·lícula                                                   | Resultat  |
| ---- | --------------------- | ------------------------------------------------------------ | --------- |
| 2002 | Millor banda sonora   | El senyor dels anells: La germandat de l'anell               | Guanyador |
| 2004 | Millor banda sonora   | El senyor dels anells: El retorn del rei                     | Guanyador |
| 2004 | Millor cançó original | El senyor dels anells: El retorn del rei per "Into the West" | Guanyador |
| 2012 | Millor banda sonora   | Hugo                                                         | Candidat  |

### Premis Globus d'Or
| Any  | Categoria             | Pel·lícula                                                   | Resultat  |
| ---- | --------------------- | ------------------------------------------------------------ | --------- |
| 2002 | Millor banda sonora   | El senyor dels anells: La germandat de l'anell               | Candidat  |
| 2004 | Millor banda sonora   | El senyor dels anells: El retorn del rei                     | Guanyador |
| 2004 | Millor cançó original | El senyor dels anells: El retorn del rei per "Into the West" | Guanyador |
| 2005 | Millor banda sonora   | L'aviador                                                    | Guanyador |
| 2008 | Millor banda sonora   | Promeses de l'est                                            | Candidat  |
| 2012 | Millor banda sonora   | Hugo                                                         | Candidat  |

### Premis BAFTA
| Any  | Categoria     | Pel·lícula                                     | Resultat |
| ---- | ------------- | ---------------------------------------------- | -------- |
| 1992 | Millor música | El silenci dels anyells                        | Canditat |
| 2002 | Millor música | El senyor dels anells: La germandat de l'anell | Canditat |
| 2003 | Millor música | Gangs of New York                              | Canditat |
| 2004 | Millor música | El senyor dels anells: El retorn del rei       | Canditat |
| 2005 | Millor música | L'aviador                                      | Canditat |
| 2012 | Millor música | Hugo                                           | Canditat |

### Premis Grammy
| Any  | Categoria                                                           | Pel·lícula                                                   | Resultat  |
| ---- | ------------------------------------------------------------------- | ------------------------------------------------------------ | --------- |
| 1996 | Millor composició instrumental - Pel·lícula o televisió             | Ed Wood                                                      | Canditat  |
| 2003 | Millor àlbum de banda sonora - Pel·lícula, televisió o mitjà visual | El senyor dels anells: La germandat de l'anell               | Guanyador |
| 2004 | Millor àlbum de banda sonora - Pel·lícula, televisió o mitjà visual | El senyor dels anells: Les dues torres                       | Guanyador |
| 2005 | Millor àlbum de banda sonora - Pel·lícula, televisió o mitjà visual | El senyor dels anells: El retorn del rei                     | Guanyador |
| 2005 | Millor cançó - Pel·lícula, televisió o mitjà visual                 | El senyor dels anells: El retorn del rei per "Into the West" | Guanyador |
| 2006 | Millor àlbum de banda sonora - Pel·lícula, televisió o mitjà visual | L'aviador                                                    | Canditat  |
| 2008 | Millor àlbum de banda sonora - Pel·lícula, televisió o mitjà visual | Infiltrats                                                   | Canditat  |